# James Percy Ault
Pour les articles homonymes, voir Ault.
James Percy Ault, né le 29 octobre 1881 à Olathe (Kansas) et mort le 29 novembre 1929 à Apia aux Samoa, est un officier de Marine, géodésien, géophysicien et hydrographe américain. 
Capitaine du Carnegie, il découvre des chaînes de montagnes sous-marines au large de la côte ouest de l'Amérique du Sud et donne une confirmation empirique de l'oscillation de Chandler. 

## Biographie

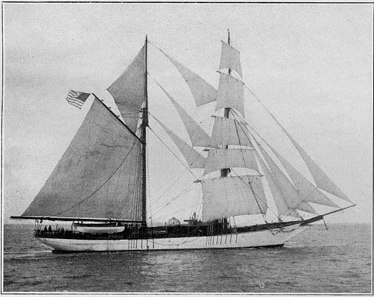
Le Carnegie lors de la première croisière.

James Percy Ault est diplômé en 1904 avec un AB de l'université Baker. En tant qu'étudiant de premier cycle à l'Université Baker, il sert de janvier 1901 à juin 1904 comme assistant d'observatoire à l'observatoire magnétique de l'United States Coast and Geodetic Survey à Baldwin City au Kansas. William Charles Bauer, professeur de physique et de chimie à l'Université Baker, est impressionné par ses capacités et le recommande à Louis Agricola Bauer, directeur du département de magnétisme terrestre de la Carnegie Institution et frère de William Charles Bauer,,,. Immédiatement après avoir obtenu son diplôme de premier cycle en juin 1904, Ault rejoint la Carnegie Institution de Washington (CIW) comme observateur magnétique au Département de magnétisme terrestre. Il sera un employé du CIW toute sa vie. 
En 1905, après une formation préliminaire à bord du Bache lors d'une croisière de Baltimore à Panama, il rejoint l'équipage du navire de recherche Galilée pour effectuer des recherches géomagnétiques dans les océans du monde. En novembre 1906 à l'issue de la croisière de la Galilée, il est chargé de faire des observations magnétiques dans le nord du Mexique jusqu'en mars 1907. Le 27 mars 1907 à Washington (Kansas), il épouse Mamie A. Totten. Peu de temps après leur mariage, le couple déménage à Washington DC. En 1908, James Ault fait des observations géomagnétiques dans l'intérieur du Canada au cours d'un voyage en canot de trois mois, couvrant 1 600 milles. 
En 1909, il est diplômé d'un AM de l'université Columbia. Après avoir obtenu son diplôme, il rejoint en 1909 l'équipage du navire de recherche Carnegie, construit en bois et en métaux non ferreux pour accueillir la recherche magnétique. À bord du Carnegie, il travaille comme observateur magnétique durant la croisière I de 1909 à 1910. En 1911, il travaille au bureau du siège du CIW. En 1912, il devient responsable des équipes de terrain en Bolivie, au Pérou et au Chili dans le but de former des observateurs magnétiques dans des conditions de terrain expéditionnaires. En 1912, Evelyn, la première fille des Ault, nait. James est nommé en 1914 à la capitainerie du Carnegie pour la croisière III et, plus tard, à la capitainerie des croisières IV, VI et VII. La croisière IV comprend une circumnavigation de l'Antarctique en 1915-1916. La deuxième fille des Ault, Ruth, nait en 1919. En 1919, James s'embarque pour la croisière VI. En 1920, Ruth meurt subitement d'une colite. James Ault a failli démissionner pour rentrer chez lui avec sa femme, mais ses collègues le persuadent de terminer la croisière VI. La troisième fille des Ault, Marjorie, nait en 1923. Lors de la croisière VII, le programme scientifique est d'étudier les principeux problèmes d'océanographie physique et chimique, ainsi, outre le relief sous-marin, la composition du fond et les mouvements des eaux en surface et en profondeur mais aussi leur teneur en phosphates, nitrates, silicates et oxygène.
Ault est élu en 1923 membre de la Société américaine de physique. Il est membre de l'Association américaine pour l'avancement des sciences, de la Société américaine de géographie, de l'Union américaine de géophysique, de la Chevy Chase Citizens Association, du Cosmos Club et de la National Geographic Society. Ses papiers, conservés à l'Institution Carnegie incluent une correspondance étendue entre lui et sa femme. 
Il meurt avec tous ses collaborateurs à l'exception de quelques marins descendus à terre, dans des circonstances restées inexpliquées lorsque le navire explose le 29 novembre 1929 au port d'Apia aux îles Samoa. Un réservoir d'essence serait en cause. Transporté très grièvement blessé à l'hôpital, il meurt durant le transport.
Il est inhumé au cimetière de Fort Lincoln à Brentwood dans le Maryland.

## Publications
On lui doit de très nombreux articles scientifiques ainsi que l'ouvrage, avec S. J. Mauchly, Ocean Magnetic and Electric Observations 1915-1921 publié en volume V des Researches of the Department of Terrestrial Magnetism de la Carnegie Institution de Washington.